# 新どぶ川学級
『新どぶ川学級』（しんどぶがわがっきゅう）は、1976年3月13日に日本で公開された映画。日活児童映画の1本である。

## スタッフ
- 監督：岡本孝二
- 脚本：岡本孝二、勝目貴久
- 原作：須永茂夫
- 製作：結城良煕、須賀英輔
- 撮影：森勝
- 音楽：石川鷹彦

## キャスト
- 須藤茂夫：森次晃嗣
- 高原良子先生：丘みつ子
- 杉田道子先生：夏純子
- 加東千恵子：山本由香利
- 加東正夫：高野浩幸
- 秋田健一郎：山本圭
- 伊藤ふさ：三崎千恵子
- 加東伸子：園佳也子
- 清水先生：青木義朗
- 須藤の母：本山可久子
- 修の母：小園蓉子
- 有川敏子：高田敏江
- 須藤節子：吉永小百合

| スタブアイコン | サブスタブ | この項目は、まだ閲覧者の調べものの参照としては役立たない、映画に関連した書きかけの項目です。この項目を加筆・訂正などしてくださる協力者を求めています（P:映画/PJ:映画）。 |